# ヴォージュ県
ヴォージュ県 (ヴォージュけん、Vosges) は、フランス北東部、グラン・テスト地域圏の県。名称は県面積の大部分を占めるヴォージュ山脈に由来する。

## 歴史

1790年より以前の州で色分けされたヴォージュ県の図 :
ロレーヌ公国
バル公領
3司教領
シャンパーニュ
ザルム＝ザルム公領
フランシュ＝コンテ

百年戦争時のジャンヌ・ダルクは、この地域の小さなコミューンであるドンレミ＝ラ＝ピュセルの出身である。
かつてのロレーヌ州の南部、いくつかのシャンパーニュのコミューン、フランシュ＝コンテのコミューンを合わせて、1790年3月4日にヴォージュ県として新設された。神聖ローマ帝国に属するザルム＝ザルム公領がロレーヌ内に飛び地となって残っていた。1792年にはフランス革命軍がザルム＝ザルム公領を包囲したため、食料の供給が断たれた。1793年3月2日の国民公会によって、公領の併合が批准された。1795年、アルザスに属していたシールメック一帯がバ＝ラン県からヴォージュ県に移った。
1871年、普仏戦争後のフランクフルト講和条約によって、ヴォージュ県の18のコミューン、シールメック小郡とサール小郡の半分（人口は合わせて約21000人、面積19415ha）がドイツ帝国に併合された。1919年のヴェルサイユ条約により、奪われた領土はフランスに返還されたが、バ＝ラン県に属することになった。

## 地理

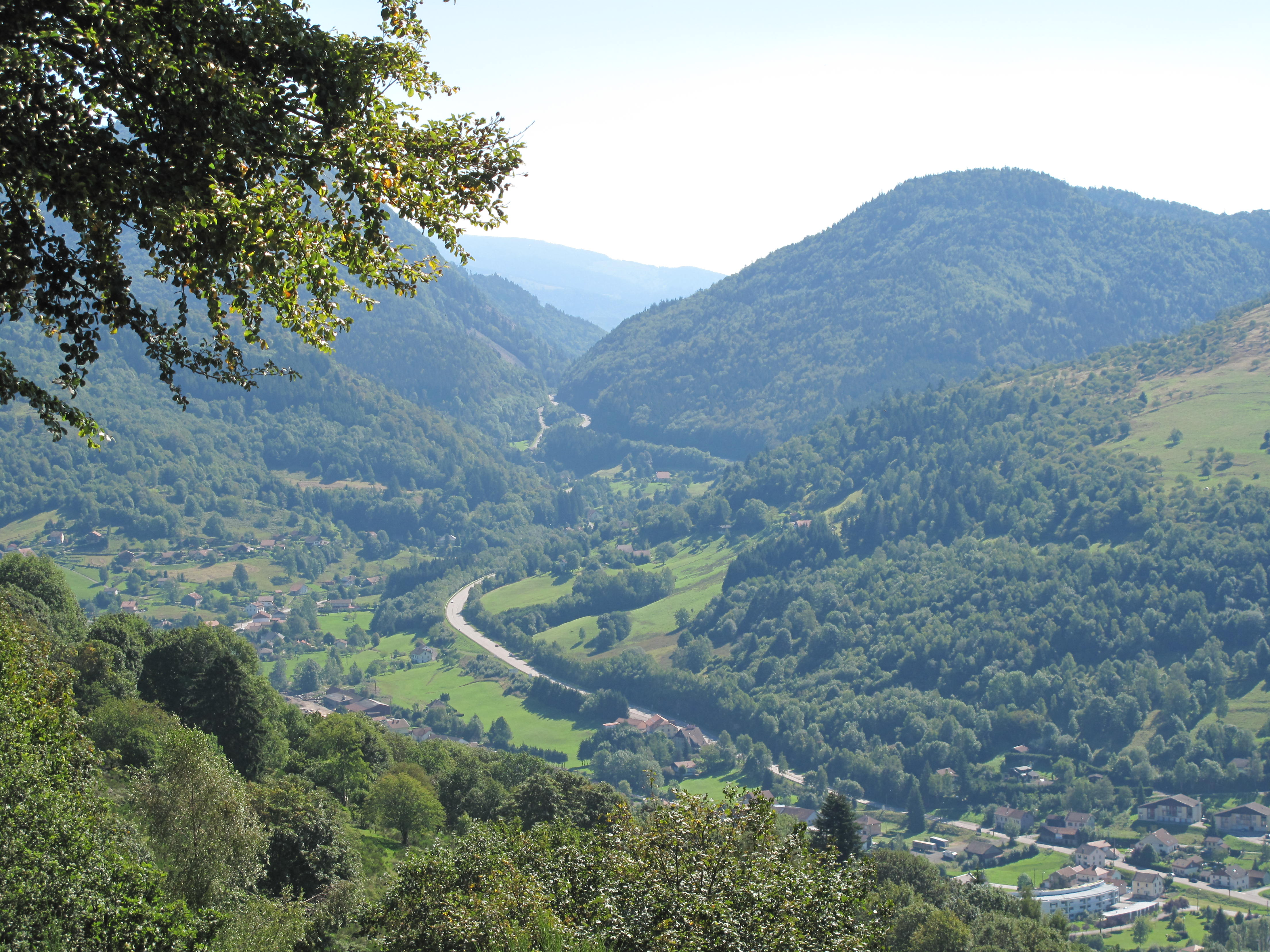
ビュサン峠

ヴォージュ県はムーズ県、ムルト＝エ＝モゼル県、バ＝ラン県、オー＝ラン県、テリトワール・ド・ベルフォール県、オート＝ソーヌ県、オート＝マルヌ県と接している。県は4つの河川の流域にまたがっている。ライン川、モーゼル川、ヴォロニュ川、ムルト川である。
県域はヴォージュ山脈の一部である。県西部は丘陵地で森林に覆われている。東部は花崗岩質や砂岩質がちで、標高が高くなり、針葉樹林で覆われている。県の植林率は47％で、ギュイヤンヌ・フランセーズ、ランド県、ヴァール県に次いで国内第4位である。

## 人口統計
| 1962年                                                 | 1968年  | 1975年  | 1982年  | 1990年  | 1999年  | 2006年  | 2007年  | 2009年  | 2010年  | 2013年  |
| ------------------------------------------------------ | ------- | ------- | ------- | ------- | ------- | ------- | ------- | ------- | ------- | ------- |
| 380 676                                                | 388 201 | 397 957 | 395 769 | 386 258 | 380 952 | 379 975 | 383 304 | 380 192 | 379 724 | 392 240 |
| Nombre retenu à partir de 1968 : 人口の2倍カウントなし |         |         |         |         |         |         |         |         |         |         |

## 主なコミューン
以下に人口5000人以上のコミューンの人口の変遷を記す。
| コミューン                   | 人口 2007 | 変遷 2007/1999 | コミューン         | 人口 2007 | 変遷 2007/1999 |
| ---------------------------- | --------- | -------------- | ------------------ | --------- | -------------- |
| エピナル                     | 33,528    | -6,3 %         | ヌフシャトー       | 7,056     | -6,3 %         |
| サン＝ディエ＝デ＝ヴォージュ | 21,881    | -3,1 %         | ラン＝レタプ       | 6,710     | == -0,5 %      |
| ジェラールメ                 | 8,738     | == -1 %        | ミルクール         | 5,956     | -6,7 %         |
| ゴルベ                       | 8,220     | 3,7 %          | ランベルヴィレール | 5,669     | -5,7 %         |
| ルミルモン                   | 8,104     | -5,1 %         | ヴィッテル         | 5,586     | -9,5 %         |
| タン＝レ＝ヴォージュ         | 8,041     | 3,1 %          |                    |           |                |
| Source : Insee               |           |                |                    |           |                |

## 関係者

### 出身者
- ジャンヌ・ダルク

### 居住者・ゆかりの人物
- セゴレーヌ・ロワイヤル（政治家）

## ギャラリー

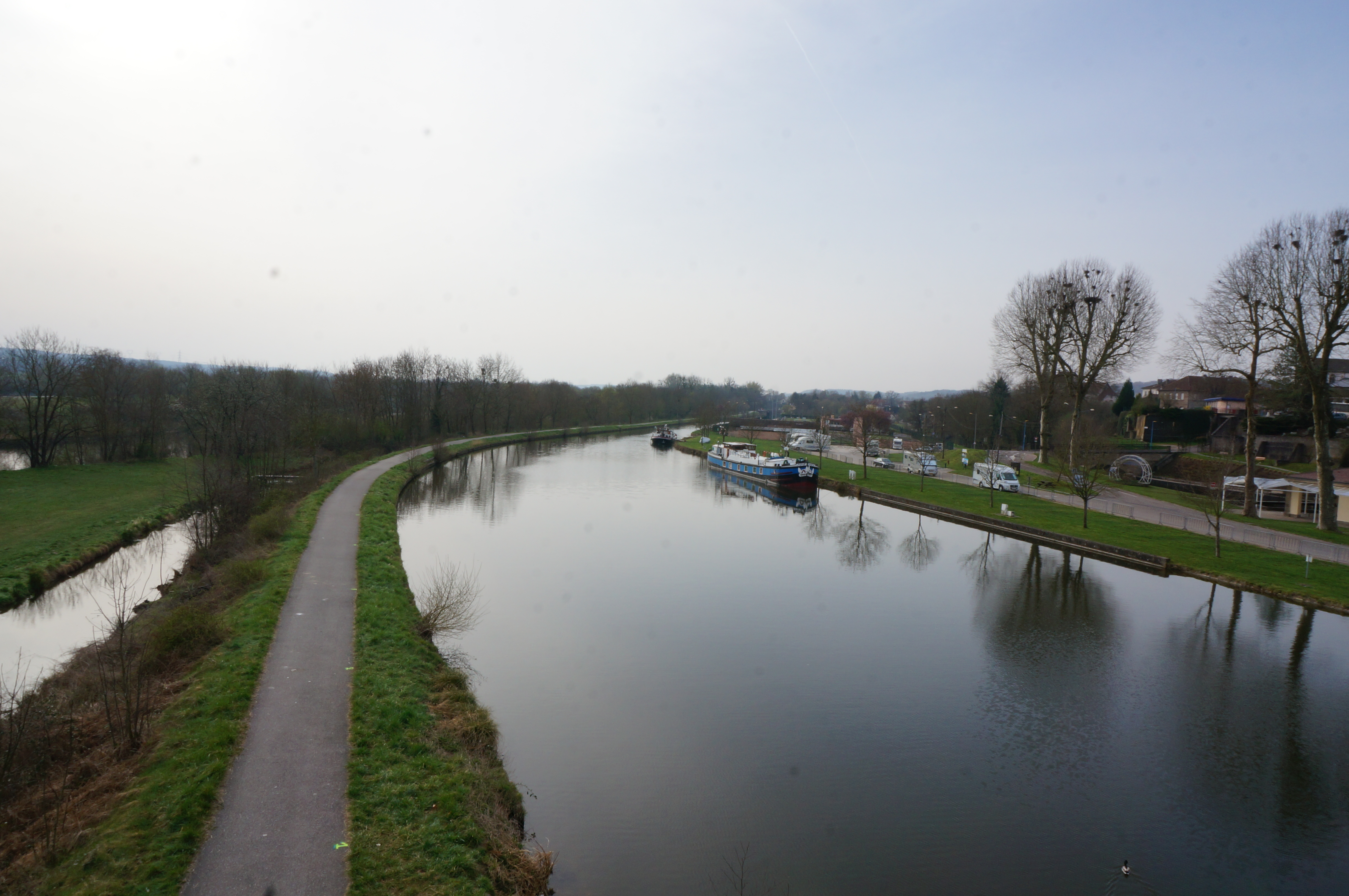
シャルムを流れるヴォージュ運河
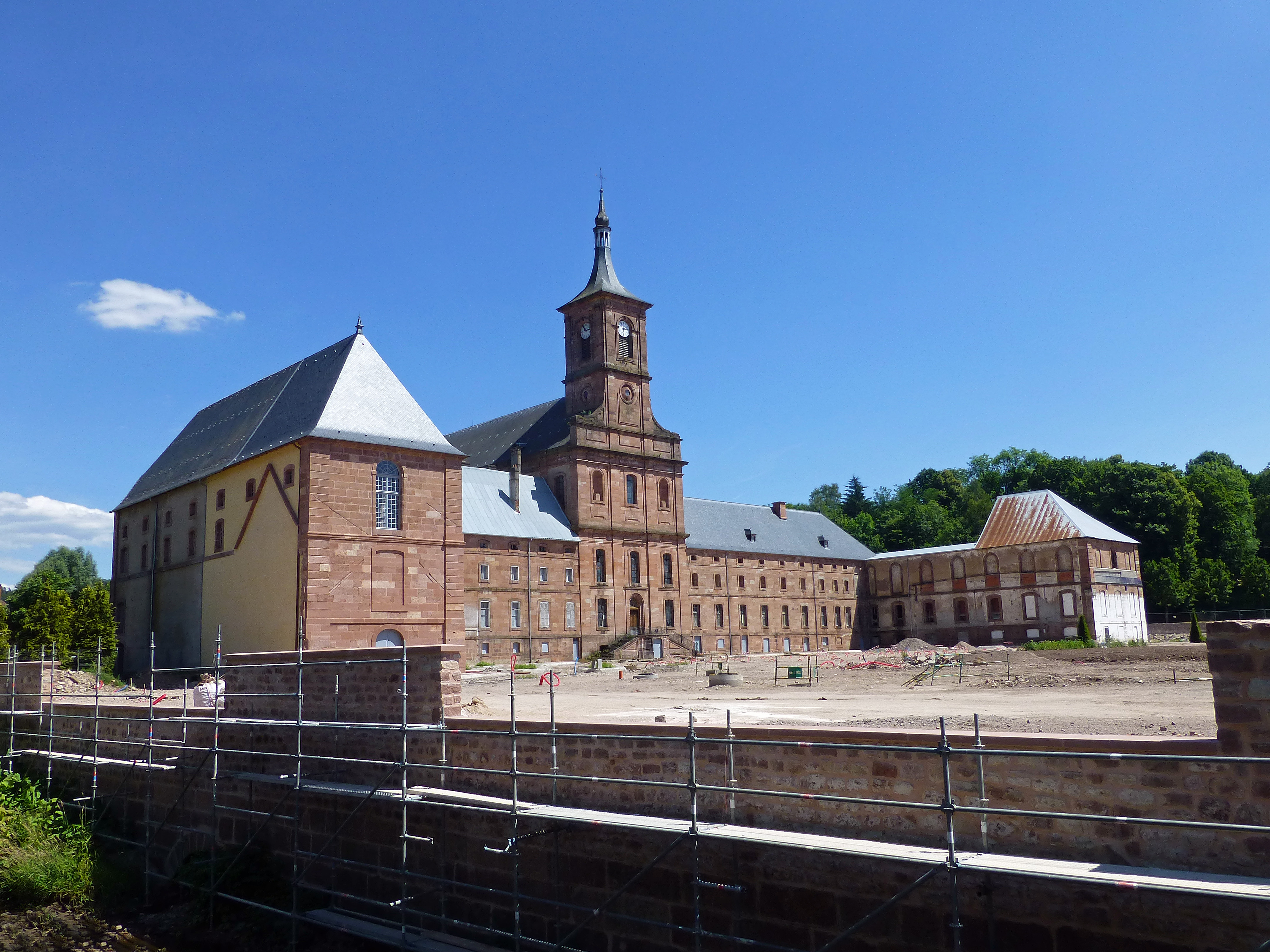
モワイヤンムティエ修道院
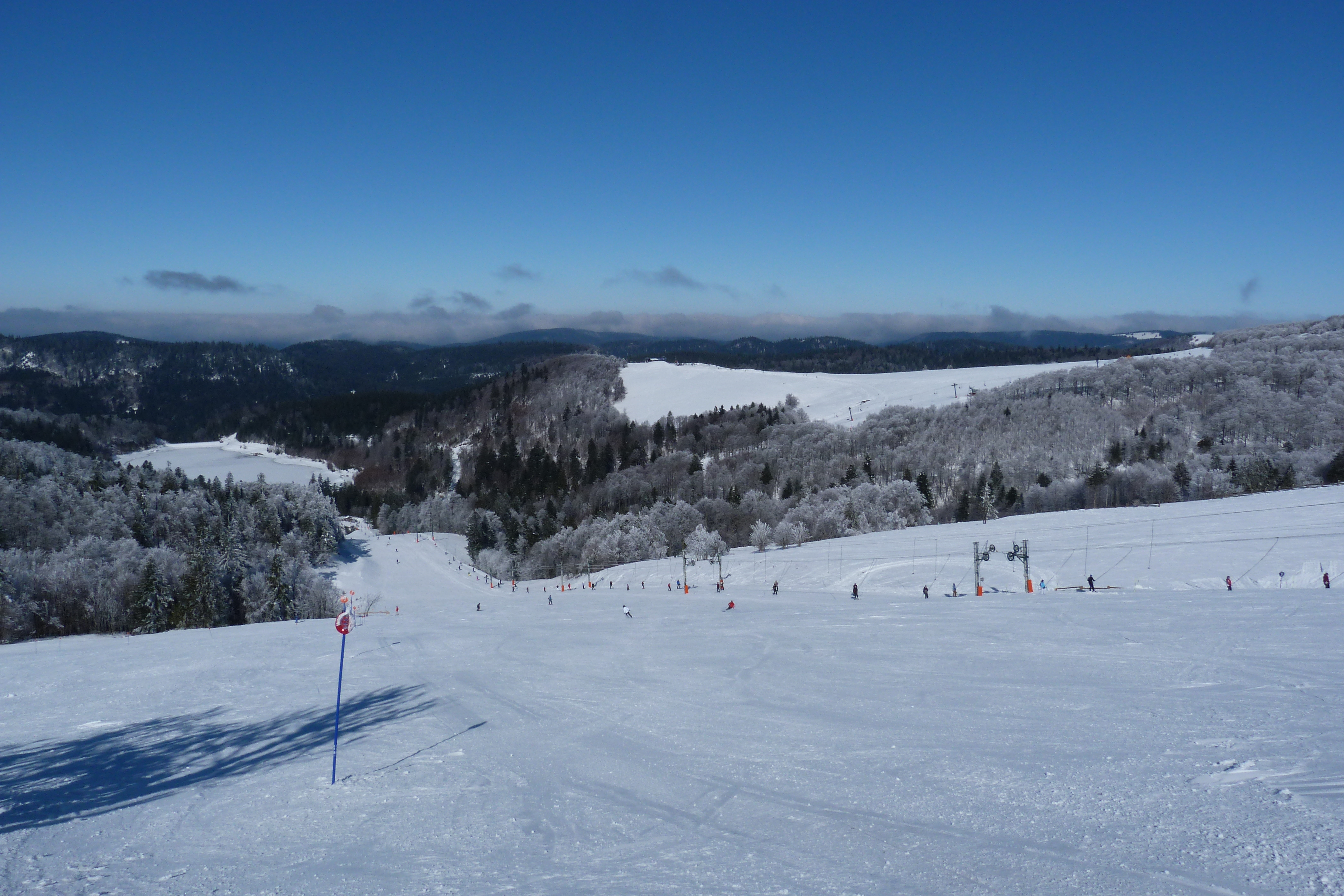
ラ・ブレスのスキー場
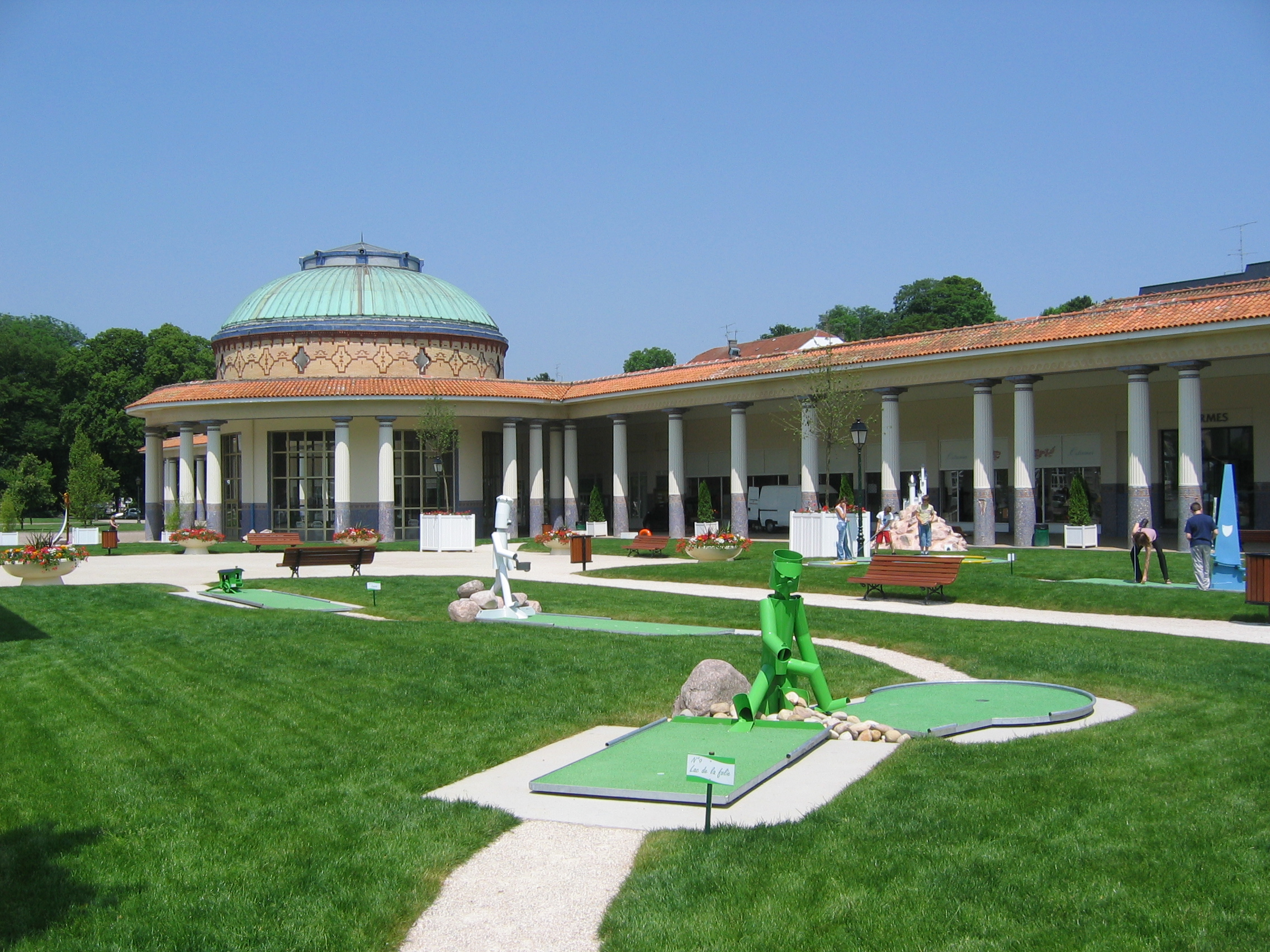
コントレクセヴィルのスパ
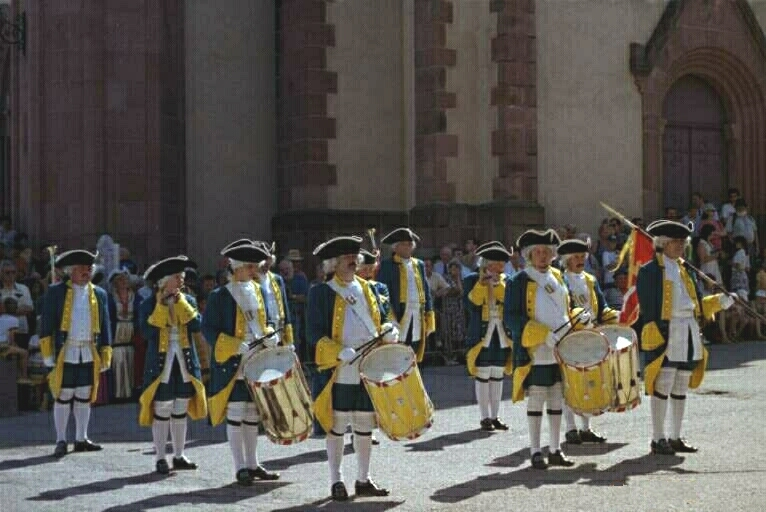
セノーヌで行われるザルム＝ザルム公国衛兵隊の交代